# فيكتور غاليندز
فيكتور غاليندز (بالإسبانية: Víctor Galíndez) مواليد 02 نوفمبر 1948 في بوينس آيرس - الوفاة 25 أكتوبر 1980 في بوينس آيرس، كان ملاكم أرجنتيني سابق صنّف ضمن فئة وزن خفيف الثقيل. حقق بطولة رابطة الملاكمة العالمية.

## الميداليات
| الميدالية | المسابقة                    |
| --------- | --------------------------- |
| فضية      | دورة الألعاب الأمريكية 1967 |

## روابط خارجية
- فيكتور غاليندز على موقع بوكس ريك (الإنجليزية) (registration required)
- فيكتور غاليندز على موقع اللجنة الأولمبية الدولية (الإنجليزية)
- فيكتور غاليندز على موقع أوليمبيديا (الإنجليزية)